# Menaggio

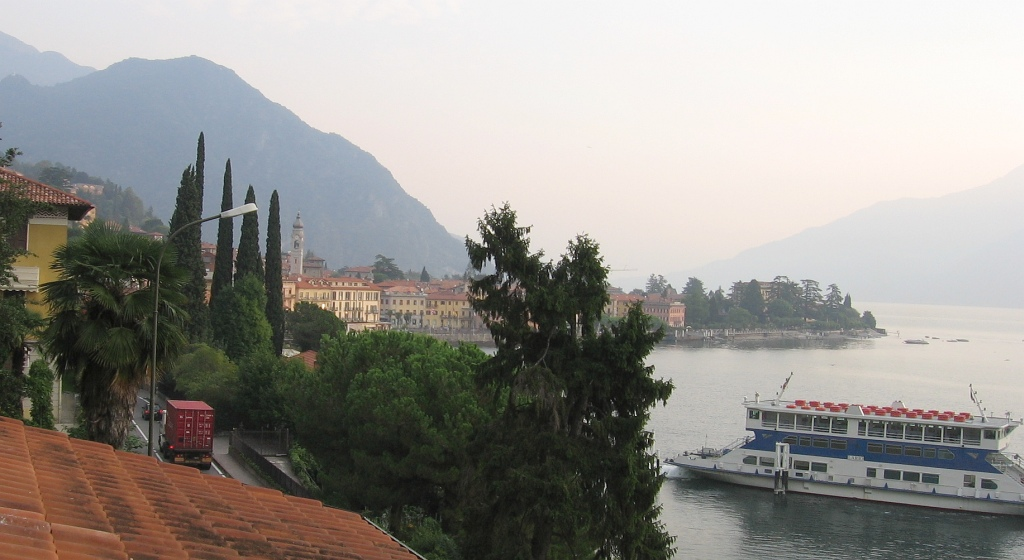
Menaggio nad jeziorem Como - prom do Varenny

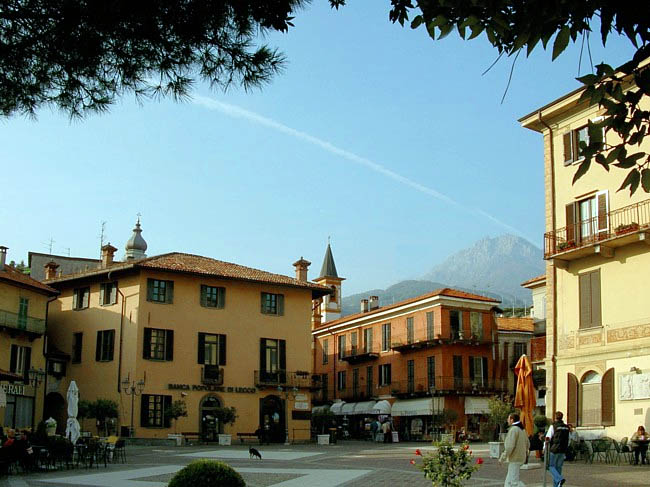
Piazza Garibaldi

Menaggio – miejscowość i gmina we Włoszech, w regionie Lombardia, w prowincji Como.
Według danych na rok 2004 gminę zamieszkiwało 3129 osób, 240,7 os./km². Patronem miasta jest święty Stefan.
Miasto jest popularnym ośrodkiem turystycznym. W historycznym centrum znajduje się Piazza Garibaldi, wokół którego stoją kamienice wybudowane we włoskim stylu alpejskim. Tuż obok jest port i promenada. W mieście działają liczne hotele, restauracje i bary. Menaggio jest najważniejszym kurortem na zachodnim brzegu Lago di Como.